# Petroflex
Petroflex es una empresa química brasileña centrada en la producción de diversos tipos de caucho sintético, entre otros caucho estireno-butadieno, polibutadieno y caucho nitrilo.
Plantas de producción:
- Duque de Caxias (Río de Janeiro)
- Cabo (Pernambuco)
- Triunfo (Río Grande del Sur)